# Rota d’Imagna
Rota d’Imagna (lombardul: Röda) település Olaszországban, Lombardia régióban, Bergamo megyében. Lakosainak száma 908 fő (2023. január 1.). Rota d’Imagna Brumano, Locatello, Corna Imagna és Sant'Omobono Terme községekkel határos.

## Népesség
A település lakossága az elmúlt években az alábbi módon változott:
| Lakosok száma | 923  | 920  | 908  |
|               | 2017 | 2018 | 2023 |